# Академия общественных наук КНР
Академия общественных наук КНР также АОН КНР (кит. трад. 中國社會科學院, упр. 中国社会科学院, пиньинь Zhōngguó Shèhuì Kēxuéyuàn) — высшая академическая структура, занимающаяся научными исследованиями в области общественных и социальных наук в КНР. Комплексный исследовательский центр с филиалами в крупнейших городах страны.

## История создания Академии
Академия общественных наук КНР была основана в мае 1977 года на базе Отделения философии и общественных наук Академии наук КНР.
Первым президентом стал Ху Цяому (胡乔木), вторым — Ма Хун (马洪), третьим — снова Ху Цяому, четвертым — Ху Шэн (胡绳), пятым — Ли Теин (李铁映), сейчас президентом является Чэнь Куйюань (陈奎元).
С 1977 по 1981 гг. создавались новые структурные элементы Академии.

## Структура АОН КНР
На начальном этапе строительства АОН в качестве исследовательских структур Академии общественных наук КНР было создано 14 учреждений, с общей численностью сотрудников в 2200 человек:
- Исследовательский институт экономики;
- Исследовательский институт философии;
- Исследовательский институт мировых религий;
- Исследовательский институт археологии;
- Исследовательский институт истории;
- Исследовательский институт современной истории;
- Исследовательский институт мировой истории;
- Исследовательский институт литературы;
- Исследовательский институт иностранной литературы;
- Исследовательский институт лингвистики;
- Исследовательский институт юриспруденции;
- Исследовательский институт национальностей;
- Исследовательский институт мировой экономики;
- Исследовательская лаборатория анализа документации.

В настоящее время в структуре Академии — 31 Исследовательский институт, 45 исследовательских центров, которые охватывают все ступени высшего образования КНР и послевузовской подготовки.

## Издательская деятельность
С июня 1978 года Академия общественных наук осуществляет собственную издательскую деятельность. Издательство (англ. China Social Sciences Press, кит. 中国社会科学出版社) специализируется на публикации собственных исследований. Издаются ежегодники по различным специализированной проблематике. Всего с момента основания издательства было выпущено более 8 тыс. книг.

## Список президентов
1. Ху Цяому[англ.] (кит. упр. 胡乔木): 1977—1982
2. Ма Хун (кит. упр. 马洪): 1982—1985
3. Ху Цяому: 1985—1988
4. Ху Шэн (кит. упр. 胡绳): 1988—1998
5. Ли Теин (кит. упр. 李铁映): 1998—2003
6. Чэнь Куйюань (кит. упр. 陈奎元): 2003-н. в.